# Bufexamac
La Bufexamac  est une substance chimique de la famille des amides et proche de l'acide acéthydroxamique, et qui a des propriétés anti-inflammatoires, analgésique  et antipyrétique. Elle était utilisée pour lutter contre les dermatoses, les dermatites de contact, l'eczéma et le prurit.

Le 27 juillet 2010, la Commission européenne a demandé le retrait de toutes les autorisations de mise sur le marché (AMM) des médicaments contenant du bufexamac. Cette décision fait suite aux recommandations émises par l’Agence européenne du médicament (EMA), en raison du risque élevé d’allergies de contact, parfois graves, avec le bufexamac.